# 國際暗天協會
國際暗空協會（英語：DarkSky International）是一個總部設在美國亞利桑那州图森的國際性非營利組織，於1988年由天文學家大衛·克勞福德（David Crawford）和身為醫生的業餘天文學家提摩西·杭特（Timothy Hunter）成立。IDA 的使命在保護我們夜間天空環境的黑暗，以及藉由管理室外照明的品質傳承夜空。光汙染是戶外照明的遮蔽不正確，讓不必要的光線進入我們的眼中和天空造成的結果。照在肉眼的雜亂光線叫作眩光，而照進地平線以上的夜空的光稱為輝光。不當的照明也會導致光線進入不必要的地方，也可以稱做光線入侵，例如光線進入鄰居的院子或窗戶。IDA 是加入暗天運動的第一個組織，也是目前最大的組織。

## 宗旨
國際暗空協會的宗旨是經由教育社會大眾認識光害的問題和解決的方法，以提升對黑暗的認識和價值，保護和恢復讓夜空布滿星星，包括室外的照明和創建低光污染的環境。在2011年，這個組織已有來自70個國家，約5,000 名會員。
在眾多的關注中，IDA和相關組織收集許多夜間的人造光對人體健康與生態影響的研究結果。有個假設是人類已經暴露大致相同的黑暗環境下進化了數千年之久，這個晝夜節律的中斷會導致生物體中所有的荷爾蒙失調。在上個世紀，人工光源打亂了正常的晝夜週期，使人體健康產生負面影響。夜間的光源被認為和高血壓、注意力不集中、肥胖症、糖尿病和某些癌症的發病率增加相關。

## 國際暗空地點
為了促進對問題的認識，國際暗空協會有著國際暗空地點（英語：International Dark-Sky Places）的計畫，其目的是 為後代子孫保存夜間的特殊風貌，與為成功保存與保護理想的黑暗夜空地點認證。

### 國際暗空公園
- 美國猶他州的天然石橋國家保護區（Natural Bridges National Monument），於2006年獲得認定。
- 美國賓夕法尼亞州的樱桃泉州立公园（Cherry Springs State Park），於2008年獲得認定。
- 蘇格蘭的加洛韋森林公園（Galloway Forest Park），於2009年獲得認定。
- 匈牙利的澤裡克國家風景保護區（Zselic National Landscape Protection Area），於2009年獲得認定。
- 美國新墨西哥州的克萊頓湖州立公園（Clayton Lake State Park），於2010年獲得認定。
- 美國華盛頓州的戈爾登代爾天文臺州立公園（Goldendale Observatory State Park），於2010年獲得認定。
- 匈牙利的霍爾托巴吉國家公園（Hortobágy National Park），於2011年獲得認定。
- 美國密西根州的赫德蘭茲（The Headlands），於2011年獲得認定。
- 美國俄亥俄州的Observatory Park ，於2011年獲得認定。
- 美國德克薩斯州的大彎曲國家公園（Big Bend National Park），於2012年獲得認定。
- 美國加利福尼亞州的死亡谷國家公園（Death Valley National Park），於2013年獲得認定。
- 美國新墨西哥州的查科文化國家歷史公園（Chaco Culture National Historical Park），於2013年獲得認定。
- 英格蘭的諾森伯蘭國家公園（Northumberland National Park），於2013年獲得認定。
- 德國的艾弗爾國家公園（Eifel National Park），於2014年獲得認定。
- 美國馬里蘭社區學院藍橋天文台和星星公園（Mayland Community College Blue Ridge Observatory and Star Park），於2014年獲得認定。
- 美國的大峽谷帕拉香國家保護區（Grand Canyon-Parashant National Monument），於2014年獲得認定。
- 美國猶他州和科羅拉多州的霍文威普國家保護區（Hovenweep National Monument），於2014年獲得認定[4]。
- 美國德克薩斯州的銅符州立公園（Copper Breaks State Park），於2014年獲得認定。
- 美國德克薩斯州的著魔岩州立自然區（Enchanted Rock State Natural Area），於2014年獲得認定。
- 英國威爾斯的艾藍谷莊園（Elan Valley Estate），於2015年獲得認定[5]。
- 大韓民國（南韓）英阳郡的螢火蟲生態公園（Firefly Eco Park），於2015年獲得認定[6]。
- 爱尔兰梅奥郡國際暗夜公園（Mayo International Dark Sky Park），於2016年獲得認定[7]。
- 澳大利亚新南威尔士州沃伦本格国家公园（Warrumbungle National Park），於2016年獲得認定[8][9]。
- 加拿大阿尔伯塔省和美國蒙大拿州的沃特頓-冰川國際和平公園，於2017年獲得認定[10]。
- 以色列内蓋夫沙漠的拉蒙坑，於2017年獲得認定[11]。
- 美國亞利桑那州的卡屈纳钟乳石洞州立公园，於2017年獲得認定[12]。
- 美國加利福尼亞州的约书亚树国家公园，於2017年獲得認定[13]。
- 美國愛達荷州的月面形陨石坑国家保护区，於2017年獲得認定[14]。
- 美國田纳西州的奥贝德野生和风景河（Obed Wild and Scenic River），於2017年獲得認定[15]。
- 美國加利福尼亞州的安沙波利哥沙漠国家公园，於2018年獲得認定[16]。
- 日本冲绳县西表石垣国立公园，於2018年獲得認定[17]。
- 美国犹他州斯坦恩内克国家公园，於2018年獲得認定[18]。
- 美國亞利桑那州大峽谷國家公園，於2019年獲得認定。
- 臺灣 南投縣太魯閣國家公園境內的合歡山，於2019年獲得認定[19]。

### 國際暗空保育區
暗空保育區（DSR）是一處擁有特別或傑出星空和夜間自然環境的大面積公共或者私人地域（700平方公里，大約17,300英畝），它受到專門保護，用於科學、自然、教育、文化遺產保護和公共分享。暗天保護區由兩部分構成：（1）“核心區”天空品質和自然黑夜達到最低標準，和（2）“外圍區”或 “緩衝區”支持核心區暗夜價值並獲得同等效益。國際暗天協會暗夜保護區是由土地所有者們以及管理者們的合作形成的，他們通過約定、正式協議和長期計劃承認自然夜間景觀的價值。核心和外圍區統稱為 “暗天保護區”。
- 加拿大魁北克省的梅岡蒂克國家公園（Mont-Mégantic National Park），於2008年獲得認定。
- 英格蘭的埃克斯穆爾國家公園（Exmoor National Park），於2011年獲得認定。
- 非洲納米比亞的納米布蘭自然保護區（NamibRand Nature Reserve），於2012年獲得認定。
- 紐西蘭南島的奧拉基·馬肯吉國家暗天保護區（Aoraki Mackenzie International Dark Sky Reserve），於2012年獲得認定。
- 英國威爾斯的布雷肯比肯斯國家公園（Brecon Beacons National Park），於2013年獲得認定。
- 法國的比戈爾南峰（Pic du Midi de Bigorre），於2013年獲得認定。
- 愛爾蘭凱里郡的凱里國際暗天保護區（Kerry International Dark-Sky Reserve），於2014年獲得認定。
- 德國的威斯特哈弗蘭自然公園（Westhavelland Nature Park），於2014年獲得認定。
- 德國的倫山生物圈保护區（Rhön Biosphere Reserve），於2014年獲得認定[21]。
- 英國威爾斯的史诺多尼亚公園（Snowdonia National Park），於2015年獲得認定[22]。
- 英國英格蘭的南唐斯国家公园（South Downs），於2016年獲得認定[23]。
- 美國佛羅里達州大柏树国家湿地保护区（Big Cypress National Preserve），於2016年獲得認定[24]。
- 美國愛達荷州中爱达荷暗天保护区，於2017年獲得認定[25]。

### 國際暗空社區
- 美國亞利桑那州的旗桿市（Flagstaff）於2001年10月成為世界上第一個被認證的國際暗天社區（International Dark-Sky Community）[26]。
- 美國加利福尼亞州的波瑞哥泉（Borrego Springs）於2009年7月成為世界第二個，加州第一個國際暗天社區。
- 英國皇家屬地海峽群島的薩克島（Sark）於2011年被認證。
- 美國伊利諾州的Homer Glen於2011年被認證。
- 蘇格蘭內赫布里底群島的科爾島（Coll）於2013年被認證[27]。
- 美國德克薩斯州的滴水泉（Dripping Springs）於2014年被認證。
- 美國印第安那州的Beverly Shores，於2014年被認證[28]。
- 美國亞利桑那州的塞多納（Sedona），於2014年被認證[29]。
- 美國科羅拉多州的韋斯特克利夫和銀崖（Silver Cliff），於2015年被認證[30]。
- 美國亞利桑那州的Thunder Mountain Pootsee Nightsky，於2015年被認證[31]。
- 加拿大亞伯達省的邦阿科德（Bon Accord），於2015年被認證[32]。
- 美国得克萨斯州的马蹄湾（英语：Horseshoe Bay, Texas）（Horseshoe Bay），於2015年被认证[33]。
- 苏格兰的莫弗特（英语：Moffat），於2016年被认证[34]。
- 美國德州河橡木（River Oaks），於2017年被認證。
- 美國愛達荷州豈彻姆（Ketchum），於2017年被認證。
- 丹麥默恩島（Møn）和尼奧島（Nyord），於2017年被認證。
- 美國亞利桑那州喷泉山（Fountain Hills），於2018年被認證。
- 美國犹他州托里（Torrey），於2018年被認證。
- 美國亞利桑那州坎普维德（Camp Verde），於2018年被認證。
- 日本東京南方的離島「神津島」，於2020年被認證。

## 外部連結
- www.darksky.org（页面存档备份，存于） — 國際暗空協會官方網站
- YouTube上的國際暗天協會頻道
- flagstaffdarkskies.org （页面存档备份，存于） — 旗桿市暗天
- 國際暗天協會：暗天觀測站和指定地